# 福岡県道32号犀川豊前線
福岡県道32号犀川豊前線（ふくおかけんどう32ごう さいがわぶぜんせん）は、福岡県京都郡みやこ町から豊前市に至る県道（主要地方道）である。

## 概要
京都郡みやこ町犀川帆柱から豊前市大字八屋に至る。1993年（平成5年）3月31日までは現在の朝倉市から豊前市を結ぶ甘木豊前線という名称だったが、同年4月1日に甘木市の起点から旧犀川町（現在の起点）までの区間が国道496号および国道500号に昇格、残部の路線認定を行い現路線となった。
起点から豊前市求菩薩提までの区間は山間部を通り、急カーブや道幅が狭い区間が多い。また、積雪や路面凍結にも注意する必要がある。一方、豊前市求菩提以降の区間は道幅が広くなり、終点付近は豊前市の中心部であるため、交通量は多い。

### 路線データ
- 起点：福岡県京都郡みやこ町犀川帆柱（国道496号交点）
- 終点：福岡県豊前市大字八屋（豊前市東八幡交差点、大分県道・福岡県道113号中津豊前線交点）

## 歴史
- 1923年（大正12年）7月2日
  - 福岡県道418号鳥井畑八屋線を路線認定。現在の犀川豊前線の一部
  - 福岡県道千束宇島停車場線を路線認定。現在の犀川豊前線の一部
  - 福岡県道津民八屋線を路線認定。現在の犀川豊前線の一部
  - 福岡県道・大分県道427号下河内中津線を路線認定。現在の犀川豊前線の一部
- 1938年（昭和13年）3月19日 - 福岡県道418号鳥井畑八屋線から福岡県道418号彦山八屋線へ路線名変更。
- 1954年（昭和29年）1月20日 - 建設省（現・国土交通省）が主要地方道甘木八屋線を指定。
- 1955年（昭和30年）1月25日 - 福岡県道418号彦山八屋線から福岡県道20号甘木八屋線へ路線名変更。
- 1972年（昭和47年）3月31日 - 福岡県道20号甘木八屋線から福岡県道20号甘木豊前線へ路線名変更。
- 1973年（昭和48年）3月31日 - 福岡県道20号甘木八屋線から福岡県道32号甘木豊前線へ路線番号変更。
- 1993年（平成5年）
  - 4月1日 - 福岡県道32号甘木豊前線から福岡県道32号犀川豊前線として路線認定。現在の路線となる。
  - 5月11日 - 建設省から、県道犀川豊前線が犀川豊前線として主要地方道に再指定される[1]。
- 2008年（平成20年）
  - 4月17日 - 築上郡築上町寒田 - 豊前市求菩提の未開通区間が開通。
  - 5月1日
    - 未開通区間の開通に伴い旧道となった区間が築上町の町道となる。
    - 築上郡築上町寒田の新道入口三差路から溝口橋までの区間が福岡県道237号寒田下別府線に振替認定された。

## 路線状況

### 道路施設

#### トンネル
- 鉾立（ほこたて）トンネル：延長90 m、1987年（昭和62年）、京都郡みやこ町 - 築上郡築上町

## 地理

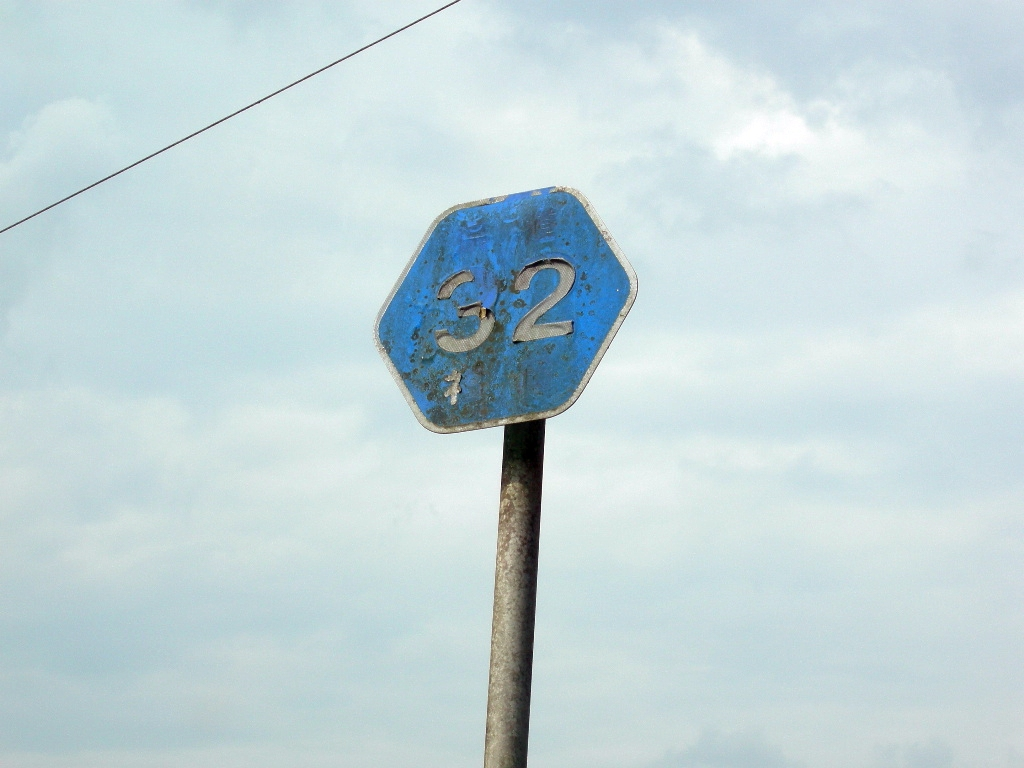
旧・福岡県道32号甘木豊前線の名残と思われる旧標識。注視すれば「福岡」「県道」「32」が確認できる。
福岡県築上郡築上町

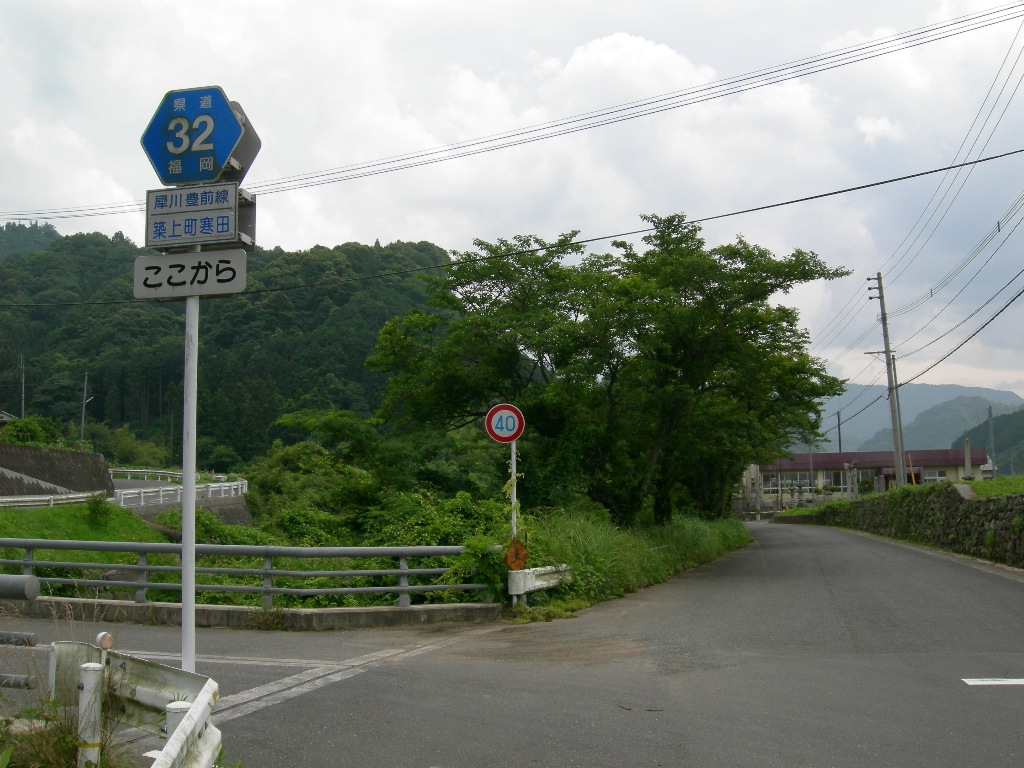
福岡県道32号犀川豊前線
福岡県築上郡築上町

### 通過する自治体
- 京都郡みやこ町
- 築上郡築上町
- 豊前市

### 交差する道路
| 交差する道路                      | 市町村名 | 市町村名 | 交差する場所 | 交差する場所              |
| --------------------------------- | -------- | -------- | ------------ | ------------------------- |
| 国道496号                         | 京都郡   | みやこ町 | 犀川帆柱     | 起点                      |
| 福岡県道237号寒田下別府線         | 築上郡   | 築上町   | 寒田         |                           |
| 福岡県道・大分県道2号豊前耶馬溪線 | 豊前市   | 豊前市   | 大字下河内   | 下河内交差点              |
| 福岡県道226号山内吉富線           | 豊前市   | 豊前市   | 大字山内     | 豊前市山内交差点          |
| 福岡県道225号野地塔田線           | 豊前市   | 豊前市   | 大字塔田     | 上千束交差点              |
| 国道10号                          | 豊前市   | 豊前市   | 大字千束     | 豊前市千束交差点          |
| 福岡県道103号新吉富豊前線         | 豊前市   | 豊前市   | 大字吉木     | 豊前市役所前交差点        |
| 大分県道・福岡県道113号中津豊前線 | 豊前市   | 豊前市   | 大字八屋     | 豊前市東八幡交差点 / 終点 |
| 別線                              |          |          |              |                           |
| 京築広域農道 / 京築アグリライン   | 豊前市   | 豊前市   | 大字河原田   |                           |
| E10 東九州自動車道                | 豊前市   | 豊前市   | 大字久路土   | 7 豊前IC                  |
| 福岡県道225号野地塔田線           | 豊前市   | 豊前市   | 大字久路土   | 豊前IC北交差点            |
| 国道10号                          | 豊前市   | 豊前市   | 大字塔田     | 豊前IC入口交差点          |

### 沿線
- 豊前市立八屋中学校
- 豊前郵便局
- 豊前市立図書館・埋蔵文化財センター・多目的文化交流センター
- 豊前市役所
- 豊前市立千束中学校
- 豊前市立千束小学校
- 豊前市立横武小学校
- 豊前市立合岩小学校
- 求菩提温泉「卜仙の郷」
- 求菩提資料館

### 峠
- 鉾立峠（京都郡みやこ町 - 築上郡築上町）